# Irdning
Irdning is een plaats en voormalige gemeente in de Oostenrijkse deelstaat Stiermarken. Het is een ortschaft van de gemeente Irdning-Donnersbachtal, die deel uitmaakt van het district Liezen. Het ligt aan de Donnersbach in het dal van de Enns, op de plek waar het Donnersbachtal daarin uitmondt.

De gemeente Irdning telde in 2014 3749 inwoners. In 2015 ging ze bij een herindeling, samen met Donnersbach en Donnersbachwald, op in de nieuwe gemeente Irdning-Donnersbachtal.

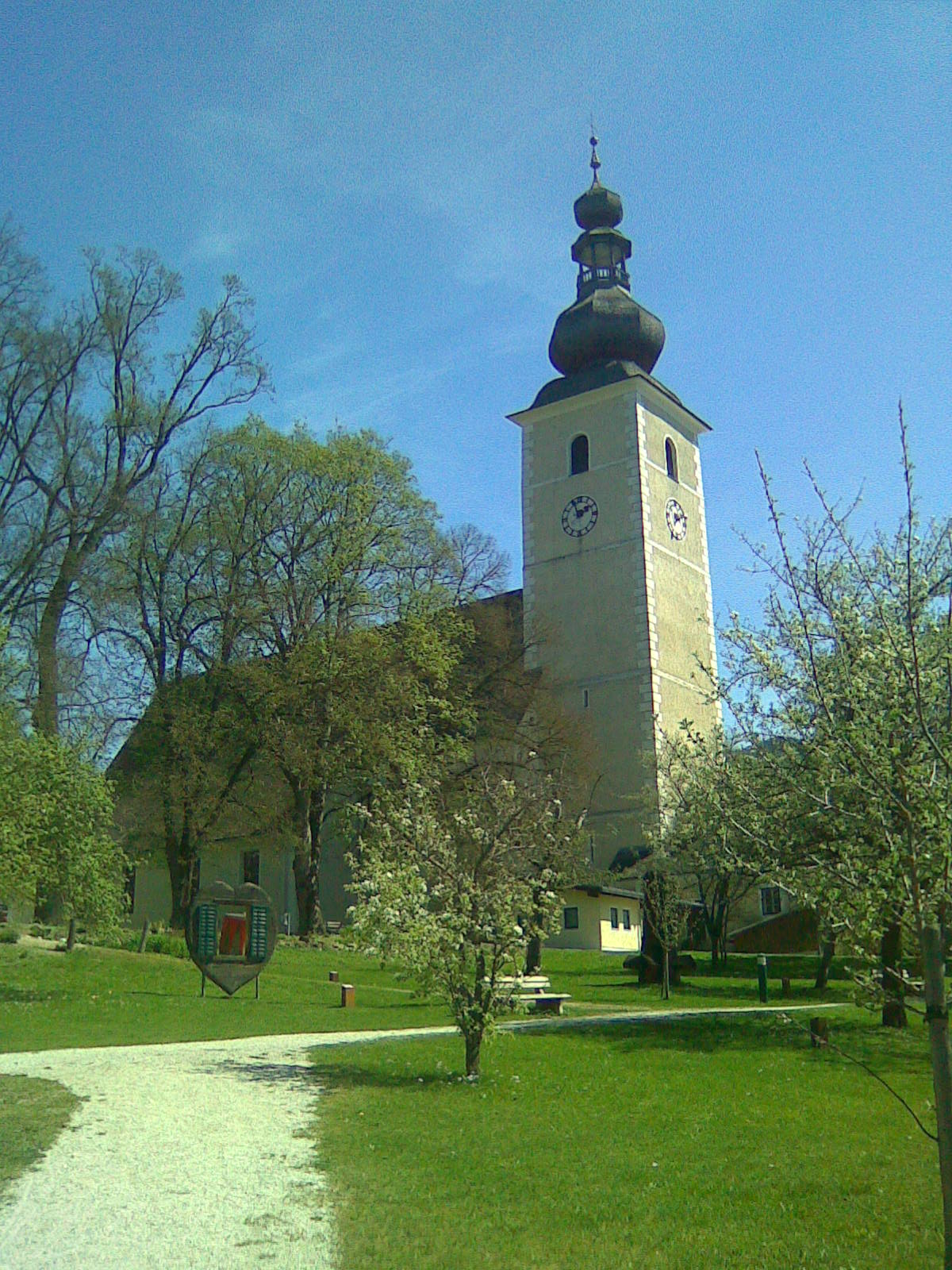

Admont ·
Aigen im Ennstal ·
Altaussee ·
Altenmarkt bei Sankt Gallen ·
Ardning ·
Bad Aussee ·
Bad Mitterndorf ·
Gaishorn am See ·
Grundlsee ·
Irdning-Donnersbachtal ·
Landl ·
Lassing ·
Liezen ·
Rottenmann ·
Sankt Gallen ·
Selzthal ·
Stainach-Pürgg ·
Trieben ·
Wildalpen ·
Wörschach
Politische Expositur Gröbming:
Aich ·
Gröbming ·
Haus ·
Michaelerberg-Pruggern ·
Mitterberg-Sankt Martin ·
Öblarn ·
Ramsau am Dachstein ·
Schladming ·
Sölk
- Gemeinsame Normdatei: 4210151-7
- MusicBrainz: 63e820a1-ec9a-471e-84e4-ea57db09cb02
- Virtual International Authority File: 237765641